# Liliana Mumy
Pour les articles homonymes, voir Mumy.
Liliana Mumy, née le 16 avril 1994 à San Marcos, Californie, est une actrice américaine.

## Filmographie
- 2002 : Hyper Noël (The Santa Clause 2) : Lucy Miller
- 2002-2004 : Ma famille d'abord (série télévisée) Rachael dans "Hand Model," "Empty Nest" et "Michael's Tribe," "Crouching Mother, Hidden Father" et "The Kyles Go to Hawaii: 2de partie"
- 2003 : Stitch ! Le film (vidéo) : Additional Voices (Myrtle Edmonds) (voix)
- 2003 : La Treizième Dimension (série télévisée): C'est toujours une belle vie (it's still a good life): Audrey Fremont (épisode où elle joue avec son père Bill Mumy)
- 2003 : Treize à la douzaine (Cheaper by the Dozen) : Jessica Baker
- 2004 : Mulan 2 (vidéo) : Addtional Voices (voix)
- 2005 : Catscratch (série télévisée) : Human Kimberly
- 2005 : Lilo et Stitch 2 (vidéo) : Myrtle
- 2005 : The Happy Elf (vidéo) : Sister (voix)
- 2005 : Treize à la douzaine 2 (Cheaper by the Dozen 2) : Jessica Baker
- 2006 : Holly Hobbie : Fête surprise (vidéo) : Amy
- 2006 : Super Noël 3 : Méga Givré (The Santa Clause 3 : The Escape Clause) : Lucy Miller
- 2008 : Les Copains des neiges (Snow Buddies) : Rosabelle (voix)
- 2011 : Batman: Year One : Holly Robinson (voix)